# Peter Jugis
Peter Joseph Jugis, né le 3 mars 1957 à Charlotte (Caroline du Nord), est un évêque catholique américain, évêque de Charlotte de 2003 à 2024.  

## Biographie

### Formation
Peter Jugis naît à Charlotte le 3 mars 1957; il est baptisé quelque temps plus tard à l'église Sainte-Anne de Charlotte par un prêtre qui deviendra le premier évêque de Charlotte, Michael Begley. Il poursuit ses études secondaires à la South Mecklenburg High School dont il est diplômé en 1975. Il entre ensuite à l'University of North Carolina at Charlotte, dont il obtient un B.A. en Business Administration en 1979. Il décide ensuite de suivre sa vocation et entre au collège pontifical nord-américain de Rome. (1979-1984) et reçoit son baccalauréat de sacrée théologie (S.T.B.) de la Grégorienne en 1982.

### Prêtre
Peter Jugis est ordonné pretre le 12 juin 1983 par Jean-Paul II à la  basilique Saint-Pierre de Rome. Il reçoit sa licence de droit canon (J.C.L.) de la Grégorienne en 1984 et plus tard un doctorat en droit canon (J.C.D.) de l'Université catholique d'Amérique en 1993.
Après son ordination, il est affecté dans diverses paroisses de la région de Charlotte. En juillet 1991, il est nommé official du tribunal diocésain des mariages.
Son dernier poste pastoral en tant que prêtre diocésain est celui du curé de Notre-Dame-de-Lourdes de Monroe.

### Évêque de Charlotte
Le pape saint Jean-Paul II le nomme quatrième évêque de Charlotte, le 1er août 2003. Il est consacré à l'église Saint-Matthieu de Charlotte, le 24 octobre 2003, par John Francis Donoghue.
Pendant la campagne présidentielle de 2004, il déclare que les hommes politiques défendant activement l'avortement devraient se voir refuser la communion, à moins de se repentir publiquement. Il s'oppose en 2009 au mariage de personnes de même sexe.
En 2005, après la publication du Missale Romanum, editio typica tertia, pour 
sa traduction anglaise  avec le General Instruction of the Roman Missal et la publication de l'instruction Redemptionis Sacramentum, il procède aux réformes liturgiques pour le diocèse de Charlotte. Il applique aussi le motu proprio Summorum Pontificum de Benoît XVI dès 2007,.
Il présente sa démission au pape en juin 2023, pour cause de maladie récurrente au foie. Celle-ci est acceptée le 9 avril 2024.